# Ottersjön, Halland
Ottersjön är en sjö i Varbergs kommun i Halland och ingår i Ätran-Himleåns kustområde. Sjön är 2,5 meter djup, har en yta på 0,885 kvadratkilometer och befinner sig 48 meter över havet. Sjön avvattnas av vattendraget Tvååkers Kanal.

## Delavrinningsområde
Ottersjön ingår i det delavrinningsområde (633083-129991) som SMHI kallar för Utloppet av Ottersjön. Medelhöjden är 79 meter över havet och ytan är 6,09 kvadratkilometer. Räknas de 23 avrinningsområdena uppströms in blir den ackumulerade arean 54,28 kvadratkilometer. Avrinningsområdets utflöde Tvååkers Kanal mynnar i havet. Avrinningsområdet består mestadels av skog (50 %), öppen mark (11 %) och jordbruk (22 %). Avrinningsområdet har 0,89 kvadratkilometer vattenytor vilket ger det en sjöprocent på 14,5 %.